# Alison Krauss
Pour les articles homonymes, voir Krauss.
Alison Krauss, née le 23 juillet 1971 à Decatur (Illinois), est une chanteuse et violoniste américaine de bluegrass et de musique country.

## Biographie
Alison Krauss commence l'étude du violon classique dès l'âge de cinq ans. Elle est rapidement attirée par la musique country et bluegrass. À huit ans, elle participe à des concours de jeunes talents. Deux ans plus tard, elle fonde son propre groupe. En 1983, elle remporte à douze ans un concours de fiddle Illinois State Fiddle Championship
En 1985, alors qu'elle n'a que quinze ans, elle participe à son premier enregistrement pour le disque de son frère Viktor, Different Strokes. Elle enregistre son premier disque sous son propre nom en 1987, Too Late To Cry. Elle devient connue en Europe grâce à sa participation aux musiques de la série Buffy contre les vampires et à la bande originale du film O'Brother des frères Coen.
Depuis 1989, elle joue accompagnée de son groupe Union Station, composé de Dan Tyminski (guitare, mandoline, chant), Ron Block (Banjo, guitare, chant), Jerry Douglas (Dobro) et Barry Bales (basse, chant).
En 2007, elle enregistre avec le chanteur Robert Plant, anciennement du groupe Led Zeppelin, l'album de bluegrass Raising Sand et ils entreprennent une tournée ensemble par la suite. Un deuxième album, abandonné dans un premier temps, finira par sortir le 19 novembre 2021 avec 14 titres, sous le nom de « Raise the Roof ».
Elle était l'artiste féminine ayant reçu le plus de Grammy Awards (vingt-sept jusqu'à présent)avant de se faire dépasser par Beyoncé.

### Vie privée
Alison Krauss a été mariée à Pat Bergeson de 1997-2001 ; de leur union est né Sam Patrick Bergeson en 1999. Alison est aussi la sœur du contre-bassiste Viktor Krauss (en).

## Discographie
Avec Def Leppard :
Diamond Star Halos (2022).
Avec Viktor Krauss
- Different Strokes (1985)

### Avec Union Station
- Two Highways (1989)
- Every Time You Say Goodbye (1992)
- So Long So Wrong (1997)
- New Favorite (2001)
- Live (2002)
- Lonely Runs Both Ways (2004)
- Paper Airplane (2011)
- Mermaid Theater London December 12 2011 (2011)

### Avec The Cox Family
- I Know Who Holds Tomorrow (1994)

### AvecRobert Plant
- Raising Sand (2007)
- Raise the Roof (2021)

### AvecYo-Yo Ma
- Yo-Yo Ma & Friends (2008) CD & DVD - Alison chant sur The Wexford Carol

### Solo
- Too Late To Cry (1987)
- I've Got That Old Feeling (1990)
- Forget About It (1999)
- Home On The Highways (2005)
- Windy City (2017)

### Collaborations
- 2015 : Cass County de Don Henley - Chœurs sur 3 chansons.

### Compilations
- Now That I've Found You: A Collection (1995)
- A Hundred Miles or More : A Collection (2006)
- Essential (2009)

### Bandes originales
- Twister (1996)
- Buffy contre les vampires (Buffy The Vampire Slayer) (1999)
- O'Brother (O Brother, Where Art Thou ?) (2003)
- Le Sourire de Mona Lisa (Mona Lisa's Smile) (2003)
- Retour à Cold Mountain (Cold Mountain) (2004)
- Bambi 2 (There Is Life) (2006)

## Filmographie
- Annabelle's Wish (1997) - Film réalisé par Roy Wilson. Alison voix additionnelles. (Non crédité)
- Down from the Mountain (2000) - Film documentaire réalisé par Nick Doob, Chris Hegedus et D. A. Pennebaker. Alison y joue sur 4 chansons, Wild Bill Jones et Blue and Lonesome avec son groupe Union Station et participe à 2 autres pièces, Down in the River to Pray avec le First Baptist Church Choir of White House Tennessee et Didn't Leave Nobody but the Baby avec Emmylou Harris et Gillian Welch.
- Eight Crazy Nights (2002) : Film d'animation réalisé par Seth Kearsley. Avec les voix d'Adam Sandler, Jackie Titone et Austin Stout entre autres. Alison y interprète Jennifer et participe à la chanson Long Ago en compagnie d'Adam Sandler et du Eight Crazy Nights Cast.

### DVD
- Live (2002)
- A Hundred Miles Or More (Live From The Tracking Room) (2008)